# 판게아

판게아 대륙

판게아(독일어: Pangäa, 어원은 고대 그리스어: πανγαία 판가이아[*]→모든 땅) 또는 팬지어(영어: Pangaea[pænˈdʒiːə])는 고생대 페름기와 중생대 트라이아스기에 존재했던 초대륙이다. 1915년 독일의 지구물리학자 알프레트 베게너가 제안한 이름이다. 3억 년 전에 대륙이 뭉쳐 판게아 대륙이 만들어지면서, 애팔래치아산맥, 아틀라스산맥, 우랄산맥 등이 생겨났다. 판게아 대륙을 둘러싼 드넓은 바다는 판탈라사해라고 부른다.
1억 8천만 년 전인 쥐라기에 판게아는 남쪽의 곤드와나와 북쪽의 로라시아로 나뉘었다. 판게아는 오랜 시간이 흐르면서 점차 분리되어 현재와 같은 7개의 대륙으로 나뉘게 되었다.

## 대륙이동설

판게아 대륙의 분열

1912년에 알프레드 베게너가 자신의 《대륙이동설》(The Origin of Continents and Oceans)에서 현재의 여러 대륙이 분열하기 전에 하나였다는 가설을 제창하여 그리스어로 "모든 육지"(Urkontinent)라는 뜻으로, 이 가상 대륙을 명명했다. 원래 대륙을 이동하는 원동력이 물리적으로 불가능하다고 생각했지만, 베게너 사후 1950년 이후 계속해서 새로운 사실이 발견되면서, ‘판구조론’ 이론으로 재평가되고 있다.

## 개요
고생대 페름기 말, 2억 5,000만년 전 무렵에 로렌시아 대륙, 발티카 대륙, 시베리아 대륙 등 모든 대륙이 잇달아 충돌하여 탄생하고, 중생대 트라이아스기 2억 년 전 무렵부터 다시 분열을 시작했다. 초대륙의 완성된 지구 내부에서 슈퍼 플룸이 상승하여 세계 각지의 화산 활동이 활발해지고, 페름기와 트라이아스기 경계(P-T 경계) 당시 살아 있었던 고생대 해양생물종 가운데, 무려 95% 이상이 멸종했다. 당시의 해수면이 높았기 때문에 대부분의 시대는 얕은 바다에 의해 몇 개의 육지 덩어리로 나뉘어 있었다.

## 판게아 대륙

하나로 연결된 대륙

판게아 대륙은 적도를 끼고 초승달 모양으로 퍼져 있던 것으로 보인다. 초승달 내부의 거대한 얕은 내해인 테치스 바다에는 많은 해양 생물이 번식했다고 생각된다. 반면 내륙은 해안에서 멀리 떨어진 건조한 사막이 황량하게 펼쳐져 있었다고 생각된다. 거의 모든 대지가 육지로 연결되어 있었기 때문에 동식물의 이동이 활발하였고, 생물 다양성은 현재보다 훨씬 균일했다고 추측된다. 1억 8,000만년 전 쥬라기가 시작되면서 북쪽은 로라시아 대륙, 남쪽은 곤드와나 대륙으로 분열되었다.

## 같이 보기
- 로라시아 대륙
- 곤드와나 대륙
- 판 구조론
- 플룸 구조론
- 판탈라사 해